# MIRAI PICTURES ACADEMY
MIRAI PICTURES ACADEMY（ミライ ピクチャーズ アカデミー）は、映画製作会社の「MIRAI PICTURES JAPAN」が主催し、運営する日本の俳優・モデル・アーティスト・タレント・お笑い・ナレーターの芸能スクール事業を手掛ける。創業は1991年で、設立は1995年9月25日である。

## 概要
映画会社の養成機関
MIRAI PICTURES Academy（旧：MAP）は1995年9月25日に設立した株式会社MIRAIの映画・演劇製作事業の「MIRAI PICTURES JAPAN」が運営する芸能スクール（養成所）として発足。
外部作品へのキャスティングとして、テレビではキー局・BS・CS、舞台、イベント、PVに研究生や新人俳優を出演させている。
現場経験中心の新人俳優養成
映画、舞台ミュージカルで研究生に出演の場を作る。開校後1000名以上の研究生を作品に送り出している。
プロダクションへの所属テスト、外部出演オーディションの開催
映画、舞台ミュージカルの作品に研究生を出演させる以外に、1年に2回、芸能プロダクション、映画監督、テレビ局ディレクター、レコード会社、キャスティングプロデューサー、音楽プロデューサー等を審査員に招き他の作品出演やプロダクションへの所属テストを開催している。

## 沿革
- 1991年5月23日 - 東京都渋谷区渋谷にて創業。イベントを中心に事業を展開する。
- 1995年9月25日 - 神奈川県川崎市宮前区に株式会社ミライ（現:MIRAI）を設立。
- 1997年5月20日 - 東京都豊島区東池袋に移転。
- 1998年8月1日 - 東京都豊島区南池袋に移転。 演劇製作、芸能事業の強化を図る。ラベック音楽企画のラインナップをポップスやR&B以外にジャズ、ビッグバンド、カントリー・ミュージックなどを追加する。
- 2000年1月1日 - MIRAI PICTURES Academy（旧：MAP）創設。研究生の育成に取り組む。同時に、製作部門（映画・演劇）とMME（音楽レーベル）事業部を立ち上げる。映画や舞台、ミュージカルの製作や芸能プロダクションの運営、キャスティングを行い研究生の出演先拡張を図る。
- 2006年8月1日 - 東京都港区東新橋に移転。汐留シオサイトのイタリア街にレッスンスタジオと事務所を構える。映画、演劇、イベント、ライブ、コンサート、新人開発など各門へ取締役を配置する。テレビ、映画、モデル、舞台、CM、ナレーションなどのキャスティングを推進するため研究生の所属先となるプロダクションの運営強化を図る。
- 2014年9月1日 - 西村克也が理事長に就任。
- 2019年7月1日 - 港区新橋6丁目-9-4の7階に新スタジオを3フロア開設する。同スペースにフォトスタジオ新設と劇団事務局も移設する。

## 研究生の出演作品一覧
1.MIRAI 映画作品
- 『ヘヴンズ・ドア 殺人症候群』 出演/田中美奈子・福井裕佳梨・前田耕陽・蛭子能収・堀川りょう
- 『すくらんぶる・ハーツ〜恋のソナタ〜』 出演/矢沢心・弓削智久・こずえ鈴・隆大介・東郷萌絵
- 『呪戒 JUKAI』 出演/金子昇・すほうれいこ・蒼井優・野川さくら・マギー司郎
- 『影』『幻』『月光』 出演/金子昇・原口あきまさ・森下千里・友井雄亮・白川裕二郎
- 『矜持〜KYOUJI〜』 出演/加勢大周・パパイヤ鈴木・藤波辰爾・川上綾香・村野武範
- 『あのころ…Summer Memories』 出演/山川恵里佳・倉貫匡弘・沖直未
- 『僕はこの丘で、君を愛したい…』 出演/溝呂木賢・細川ふみえ・本宮泰風・原嶋元久
- 『クローズ・ユア・マインド 馬熊横丁』 出演/加藤夏希・吉田友一・小野ヤスシ・石山拓男
- 『約束の地に咲く花』 出演/須賀貴匡・三津谷葉子・津田寛治・吉井怜・木村延生
- 『僕の彼女とその彼氏 Drop in Ghost』 出演/満島ひかり・柴木丈瑠・速水けんたろう・深澤大河
- 『虹色ハーモニー〜マイ・レインボウ・マン〜』 出演/いしだ壱成・小倉優子・内田菜月・池内万作
- 『それでもヤクザはやってくる』 出演/宅麻伸・新井康弘・菊地勇輝・重盛さと美
- 『soeur スール』 出演/宝生舞・山本博子・小倉優子・田中実・大桑マイミ
- 『フォーク＆バレット サヨウナラ戦争』 出演/はなわ・風間トオル・丹羽斐沙江
- 『RUN3』 出演/渡辺大・山本博子・風間トオル・青田典子・高味光一郎
- 『Famille ファミーユ フランスパンと私』 出演/萩原流行・本山由美・小木茂光・坂口良子・坂口杏里
- 『Quarter』 出演/・小嶺麗奈・島崎和歌子・勝野洋輔・袴田吉彦・深澤大河
- 『冬の怪談 ぼくとワタシとおばあちゃんの物語』 出演/矢島舞美（℃-ute）・木村延生・福田花音（ハロー!プロジェクト）・原田大二郎
- 『Wednesday アナザーワールド』 出演/北村悠・山本博子・土岐田麗子・原田龍二・美馬怜子
- 『Oh！マイブラザー 誰の心に届く…』 出演/赤井英和・安岡力也・桑名正博・小池陸・高山未帆
- 『イルカの豆』 出演/大沢樹生・夏川純・小西博之・吉岡大輔
- 『キャッチボール×3』 出演/和泉元彌・吉成将・黒田アーサー・野村将希
- 『ファイティング オカン』 出演/中澤裕子（元モーニング娘。）・竹原慎二・時東ぁみ
- 『恋する弁当男子』 出演/斉藤祥太・新里宏太・遠藤憲一・飯田圭織（元モーニング娘。）・クリス松村
- 『デイズ 私がアイツになった時…』 出演/新垣里沙（元モーニング娘。）・はたけ・大仁田厚・高知東生・Sharo
- 『バトルαソクラテス パーティ&party!』 出演/石垣佑磨・TKO（木本武宏・木下隆行）・内田真由美（元AKB48）
- 『あの日、ぼくらの大脱走』 出演/月亭方正・坂本あきら・佐野真白・鳥山拓哉
- 『心が君を、探してる。』 出演/外岡えりか・冨森ジャスティン・大鶴義丹・田中大地
- 『レプリカント・イブ』 出演/岩田陽葵・井上正大・倉田てつを・蝶野正洋
- 『サンタクロースズ』 出演/島田陽子・市來玲奈（元乃木坂46）・大鶴義丹・佐野真白
- 『さざ波ラプソディー』 出演/市來玲奈（元乃木坂46）・いしだ壱成・黒田アーサー・松井誠・浜田ブリトニー・高﨑哉海
- 『くらわんか！』 出演/青木玄徳・長内美那子・赤澤燈・伊﨑右典・岩田陽葵・秋本奈緒美・川﨑麻世
- 『9 〜ナイン〜』 出演/市來玲奈（元乃木坂46）・亀田大毅・ビートきよし・板東英二・原口あきまさ・前田日明
- 『レッドシューズ』（2022年12月9日北九州市にて先行公開予定） 出演/朝比奈彩・市原隼人・ 佐々木希・森崎ウィン・ 観月ありさ・ 松下由樹・ 野田あかり・小野木里奈

2.MIRAI 演劇（舞台・ミュージカル）作品
- ミュージカル『シンドバットの大冒険』00年 出演/有吉弘行・渋谷亜希・石波義人
- ミュージカル『ブルーストッキング・レディース』 出演/山田杏寿・華月ともこ
- ミュージカル『蒲田行進曲』01年8月 出演/後藤宏行・国分みわ・多部未華子
- ミュージカル『白いライオン』02年 出演/山田杏寿・KEITA・佐藤允・多部未華子
- ミュージカル『ブルーストッキング・レディース』 出演/神野清香・三根志乃ぶ
- ミュージカル『蒲田行進曲2002』 出演/後藤宏行・森脇和成・荒木しげる
- ミュージカル『LIVEON新撰組』03年 出演/鈴木蘭々・飯沼誠司・三善英史・古谷陽一（元ジャニーズJr.）
- ミュージカル『シンドバットの大冒険2003』 出演/原トモヒロ（元ジャニーズJr.）・星奈優里・佐藤寛之（元光GENJI）

## 主な所属俳優・タレント
- 堀川りょう
- 島田陽子（partnership）
- 岡崎二朗
- 山本陽一
- 原雅（劇団新世界主宰）
- 中三川歳輝

## 移籍俳優・タレント（過去にいた俳優・タレント）
- 新里宏太（現在：ライジングプロダクション）
- 西ノ入菜月（現在：仙台放送 アナウンサー）
- 広重沙織（Sharo）（現在：スタッフアップ）
- 深澤大河（現在：トリプルエー）
- 渡辺紘士
- 玉城裕規（現在：ISM ENTERTAINMENT）
- 古橋舞悠（元アイドリング!!! / 松竹芸能）
- フライデーズ（ふちゅうふみえ・ますのみゆき / 松竹芸能）
- 立花このみ（現在：AVILLA）
- 高崎かなみ（CHOKi CHOKi GiRLS専属モデル）
- 山本博子
- 緑川陸
- 岡山天音（現在：ユマニテ）
- 原嶋元久（現在：テンカラット）
- 外岡えりか（現在：ウォークゼロ）
- 黒石高大（現在：ウッドオフィス）
- 宮崎秋人（現在：ワタナベエンターテインメント）
- 安里勇哉（現在：ルビーパレード）
- 三浦海里（現在：ポートレーブ）
- 茶谷健人（現在：フレンドシッププロモーション）
- 松井勇歩（現在：ワタナベエンターテインメント）
- 真弓葉詩（現在：ジェーティーゼット）
- 堀丞（現在：エイジアプロモーション）
- 松浦正太郎（現在：オフィスコットン）
- 永島孝治（現在：松竹芸能 〈南海バカンス〉）
- 伊藤忠義（現在：オフィスK）
- 斗澤康秋（現在：松竹芸能 〈おはよーサンフランシスコ〉）
- 市來玲奈（現在：日本テレビ アナウンサー / 元乃木坂46）
- 佐野真白（現在：Heazelz）
- 岩田陽葵（現在：fennec）
- 田内季宇（現在：fennec）
- 黒田アーサー（partnership）
- 大仁田厚（partnership）
- 当麻創太
- 起代美
- 江添皓三郎

## 関連会社・事業部
- 株式会社MIRAI
- 株式会社TSUBASA
- MIRAI MUSIC ENTERTAINMENT
- MIRAI PICTURES JAPAN
- Cafe de shachu

## 加盟団体
- 一般社団法人日本映画テレビプロデューサー協会（加盟名義／神品信市）
- 日本アカデミー賞協会（加盟名義／神品信市）
- 日本アカデミー賞協会 賛助会員（加盟名義／株式会社MIRAI）
- 協同組合日本映画製作者協会（加盟名義／株式会社MIRAI）